# Séptima página
Séptima pàgina és una pel·lícula espanyola dirigida el 1951 per Ladislao Vajda de temàtica periodística i de caràcter neorealista social, protagonitzada per Alfredo Mayo i Jesús Tordesillas, entre d'altres.

## Sinopsi
Mostra les peripècies del cronista de societat en la setena pàgina del diari La Jornada, que aprofita per fer un retrat de la societat espanyols de començaments de la dècada del 1950, mostrats fets sentimentals, policials, dramàtics, còmics i tràgics.

## Premis
Medalles del Cercle d'Escriptors Cinematogràfics de 1951
| Categoria       | Persona        | Resultat  |
| --------------- | -------------- | --------- |
| Millor argument | Ángel Gamón    | Guanyador |
| Millor guió     | José Santugini | Guanyador |

- La pel·lícula va aconseguir un premi econòmic de 250.000 ptes, als premis del Sindicat Nacional de l'Espectacle de 1951.[3]